# (3270) Dudley
(3270) Dudley est un astéroïde de la ceinture principale aréocroiseur.

## Description
(3270) Dudley est un astéroïde aréocroiseur. Il présente une orbite caractérisée par un demi-grand axe de 2,15 UA, une excentricité de 0,33 et une inclinaison de 27,7° par rapport à l'écliptique.

## Compléments